# Polly Ann Young
Polly Ann Young (Denver, 25 de outubro de 1908 – Los Angeles, 21 de janeiro de 1997) foi uma atriz estadunidense.

## Biografia
Irmã das atrizes Loretta Young e Sally Blane.
Está sepultada no Holy Cross Cemetery em Culver City.

## Filmografia selecionada
- Invisible Ghost (1941)
- Road Show (1941)
- The Last Alarm (1940)
- Turnabout (1940)
- Murder on the Yukon (1940)
- Port of Hate (1939)
- Wolf Call (1939)
- The Story Of Alexander Graham Bell (1939)
- Mystery Plane (1939)
- The Border Patrolman (1936)
- I Cover Chinatown (1936)
- Hitchhike to Heaven (1936)
- The Crimson Trail (1935)
- Thunder In the Night (1935)
- Happiness C.O.D (1935)
- His Fighting Blood (1935)
- The White Parade (1934)
- Elinor Norton (1934)
- The Man from Utah (1934)
- Sons of Steel (1934)
- Stolen Sweets (1934)
- Disorderly Conduct (1932)
- The Circus Show-Up (1932)
- Murders in the Rue Morgue (1932)
- Lady With A Past (1932)
- The One Way Trail (1931)
- Up For Murder (1939)
- Children of Pleasure (1930)
- Going Wild (1930)
- Our Blushing Brides (1930)
- They Learned About Women (1930)
- Rich People (1929)
- A Good Loser (1920)
- Rich People (1929)
- The Bellamy Trial (1929)
- The Masks of the Devil (1928)
- The Sheik (1921) (como atriz infantil)
- Sirens of the Sea (1917) (como atriz infantil)